# Иванцево (Кировская область)
Иванцево — село в Белохолуницком районе Кировской области. Входит в Поломское сельское поселение (Белохолуницкий район).

## География
Находится на расстоянии примерно 31 километр по прямой на север-северо-восток от районного центра города Белая Холуница.

## История
Известно с 1702 года, когда в нем было учтено 15 жителей мужского пола. По другим данным основана в 1716 году. Вотчина Холуницкого Троицкого монастыря. В 1757 году построена была Зосимо-Савватиевская церковь, перестроенная в 1889 году. В 1873 году в ней было учтено дворов 25, жителей 197, в 1905 году дворов 47 и жителей 296, в 1926 78 и 391 соответственно, в 1950 55 и 211. В 1989 году проживало 590 человек.

## Население
Постоянное население  составляло 490 человек (русские 98%) в 2002 году, 270 в 2010 .